# Virgil Abloh
Virgil Abloh (pronuncia [/ˈæbloʊ/]; Rockford, 30 settembre 1980 – Chicago, 28 novembre 2021) è stato un designer, stilista e imprenditore statunitense.
Direttore artistico di Louis Vuitton dal 2018 fino alla prematura scomparsa avvenuta nel 2021, Abloh ha anche fondato Off-White, azienda d'abbigliamento di lusso italiana con sede a Milano, di cui ricopriva il ruolo di amministratore delegato.

## Biografia
Virgil Abloh nasce a Rockford nel 1980, da una famiglia di origini ghanesi. Studia presso l'Università del Wisconsin e consegue la laurea in Ingegneria civile, contesto in cui conosce il futuro collega e amico Kanye West. In seguito, completa un master in Architettura all'Illinois Institute of Technology.
Abloh ha lavorato nella street fashion di Chicago prima di entrare nella moda internazionale grazie ad uno stage presso Fendi nel 2009, al fianco del sopracitato Kanye West. I due iniziarono quindi una collaborazione artistica che avrebbe avviato la carriera di Abloh con la fondazione di Off-White. 
Il designer statunitense ha curato anche la direzione artistica di diversi album di Jay-Z e West, tra cui Watch the Throne, e proprio grazie a questa collaborazione, nel 2011, ottiene una candidatura ai Grammy Awards 2011 per la miglior confezione di una registrazione. Da questo momento in poi, la musica sarà parte centrale delle collaborazioni artistiche di Abloh.
Primo statunitense di origine africana ad essere direttore artistico in una casa di moda di lusso francese, è stato nominato dalla rivista Time come una delle cento persone più influenti al mondo nel 2018. Nello stesso anno, inoltre, Abloh è stato voluto dalla maison di moda Louis Vuitton come direttore artistico della collezione uomo.
Nel 2019 Abloh è stato nominato membro del consiglio di amministrazione del Council of Fashion Designers of America, organo che ha il compito di promuovere e tutelare l'industria della moda statunitense.
Nel luglio 2021 cede il 60% di Off-White a LVMH, restando comproprietario con una quota pari al 40%.

### Morte
Muore a Chicago il 28 novembre 2021, all'età di 41 anni, a causa di un angiosarcoma, una forma di cancro, che gli era stato diagnosticato nel 2019 e che non era stato reso pubblico. L'annuncio del decesso è stato dato dalle pagine social di Off-White e Louis Vuitton, e dagli account del designer stesso.

## Nei media
L'artista musicale Kid Cudi, suo caro amico, gli ha dedicato un film, Entergalactic. Inoltre, la data di uscita del film coincide con la data di nascita di Abloh.  
Inoltre, in memoria della sua morte, il rapper di Chicago Lil Durk gli ha dedicato una canzone, intitolata "What Happened to Virgil", in collaborazione con il rapper Gunna.